# ناصر ملك سنار
ناصر (حكم 1762-1769) كان وصياً على الهمج تحت حكم سلطنة فنار سنار. كان ابن بديع الرابع، الحاكم السابق.
خلع والده بديع، بمساعدة الوزير الشيخ عادلان وأخيه أبو كاليك، محافظ كردفان. هرب البادي إلى الملجأ في إثيوبيا، حيث عينه الإمبراطور إيواس الأول حاكمًا لمحافظة رأس الفيل، بالقرب من الحدود مع سنار. لكن مبعوثين من سنار أقنعوا بديع بالعودة إلى سنار حيث قُتل بهدوء بعد سجن لمدة عامين.
أعدم عام 1769 وخلفه شقيقه إسماعيل.